# 사불일몰유
사불일몰유(四不一沒有, 중국어: 四不一没有 쓰부이메이유[*])는 천수이볜 전 중화민국 총통이 2000년 5월 20일에 열린 중화민국 총통 취임 기념 연설에서 밝힌 중화민국과 중화인민공화국의 양안 관계에 관한 정책이다.

## 내용
- 중국어 원문

只要中共無意對臺動武，本人保證在任期之內，不會宣佈獨立，不會更改國號，不會推動兩國論入憲，不會推動改變現狀的統獨公投，也沒有廢除國統綱領與國統會的問題。

- 한국어 번역본

중국 공산당(중화인민공화국)이 타이완에 무력을 행사하지 않으면 자신의 임기 안에 독립을 선언하거나 국호를 변경하지 않으며, 타이완의 독립을 위해 헌법을 개정하거나 통일과 독립에 관한 국민투표를 실시하지 않으며, 국가통일강령과 국가통일위원회의 폐지에 관한 문제도 없다.

천수이볜은 2006년 2월 27일에 국가통일강령과 국가통일위원회를 폐지했는데, 이는 2005년 중화인민공화국이 반분열국가법을 제정했기 때문에 "사불일몰유"의 전제 조건이 없어졌기 때문이라고 주장했다.

## 같이 보기
- 사요일몰유